# Haapakari (klippa i Kymmenedalen, lat 60,37, long 27,37)
Haapakari är en ö i Finland. Den ligger i Finska viken och i kommunen Fredrikshamn i landskapet Kymmenedalen, i den södra delen av landet. Ön ligger omkring 26 kilometer sydöst om Kotka och omkring 130 kilometer öster om Helsingfors.
Öns area är 3 hektar och dess största längd är 240 meter i öst-västlig riktning.